# Causey
Causey è un villaggio degli Stati Uniti d'America, situato nello stato del Nuovo Messico, nella contea di Roosevelt.